# Opoczno
Opoczno is een stad in het Poolse woiwodschap Łódź, gelegen in de powiat Opoczyński. De oppervlakte bedraagt 24,76 km², het inwonertal 22.734 (2005).

## Verkeer en vervoer
- Station Opoczno

## Geboren
- Paweł Abratkiewicz (1970), schaatser
- Marek Galiński (1974-2014), wielrenner
- Adam Kszczot (1989), atleet
- Marcin Budziński (1998), wielrenner
- Tomasz Budziński (1998), wielrenner